# Ancien château d'eau de Marioupol
L'Ancien château d'eau de Marioupol est un bâtiment classée de Marioupol en Ukraine.
Il se situe au cœur de la ville et fut achevé en 1910 par Victor Alexandrovich Nielsen. Construit en brique il mélange différents styles architecturaux. Lors de sa construction il était le bâtiment le plus haut de la ville.

## En images

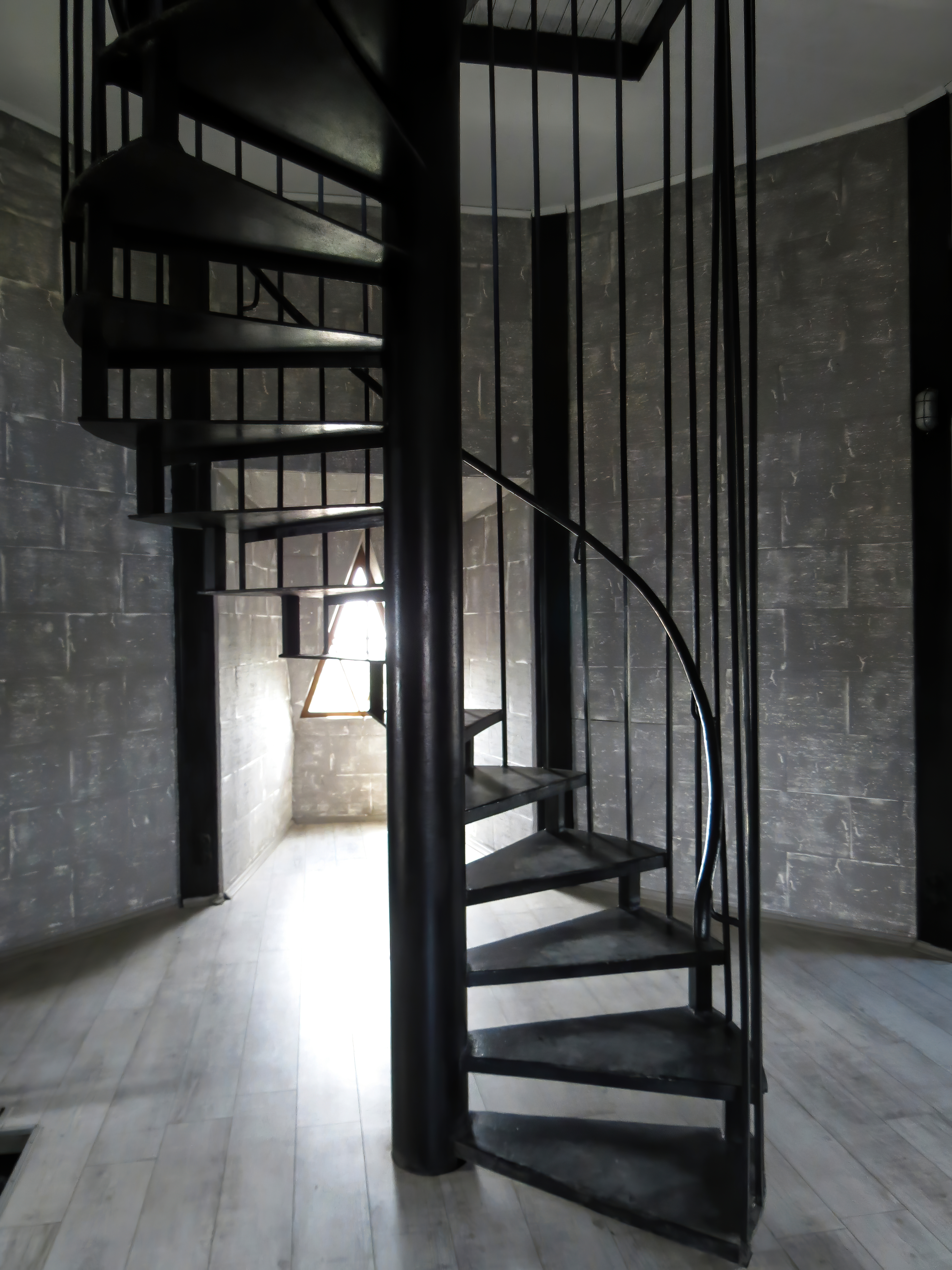
Son escalier de 132 marches
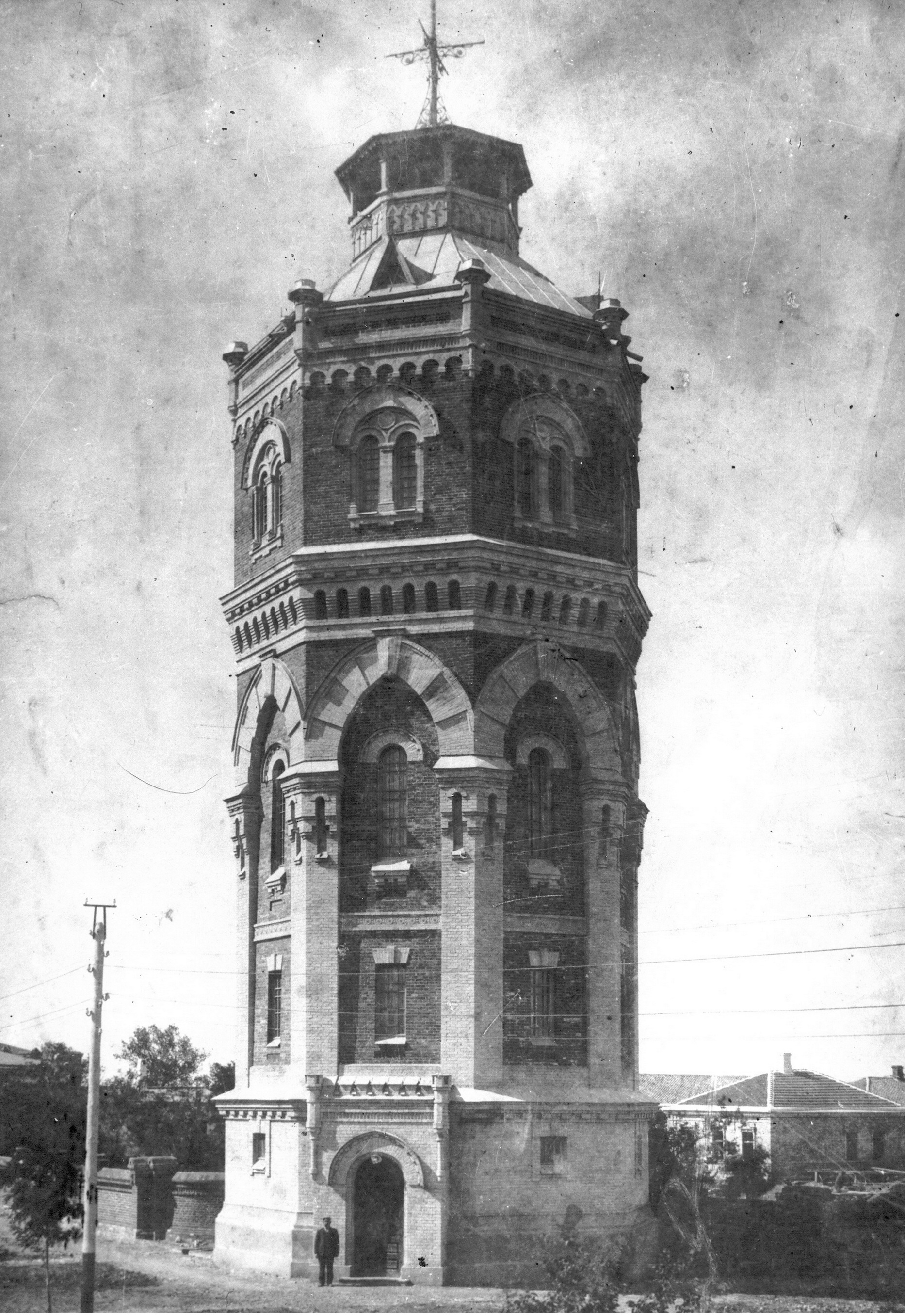
en 1910
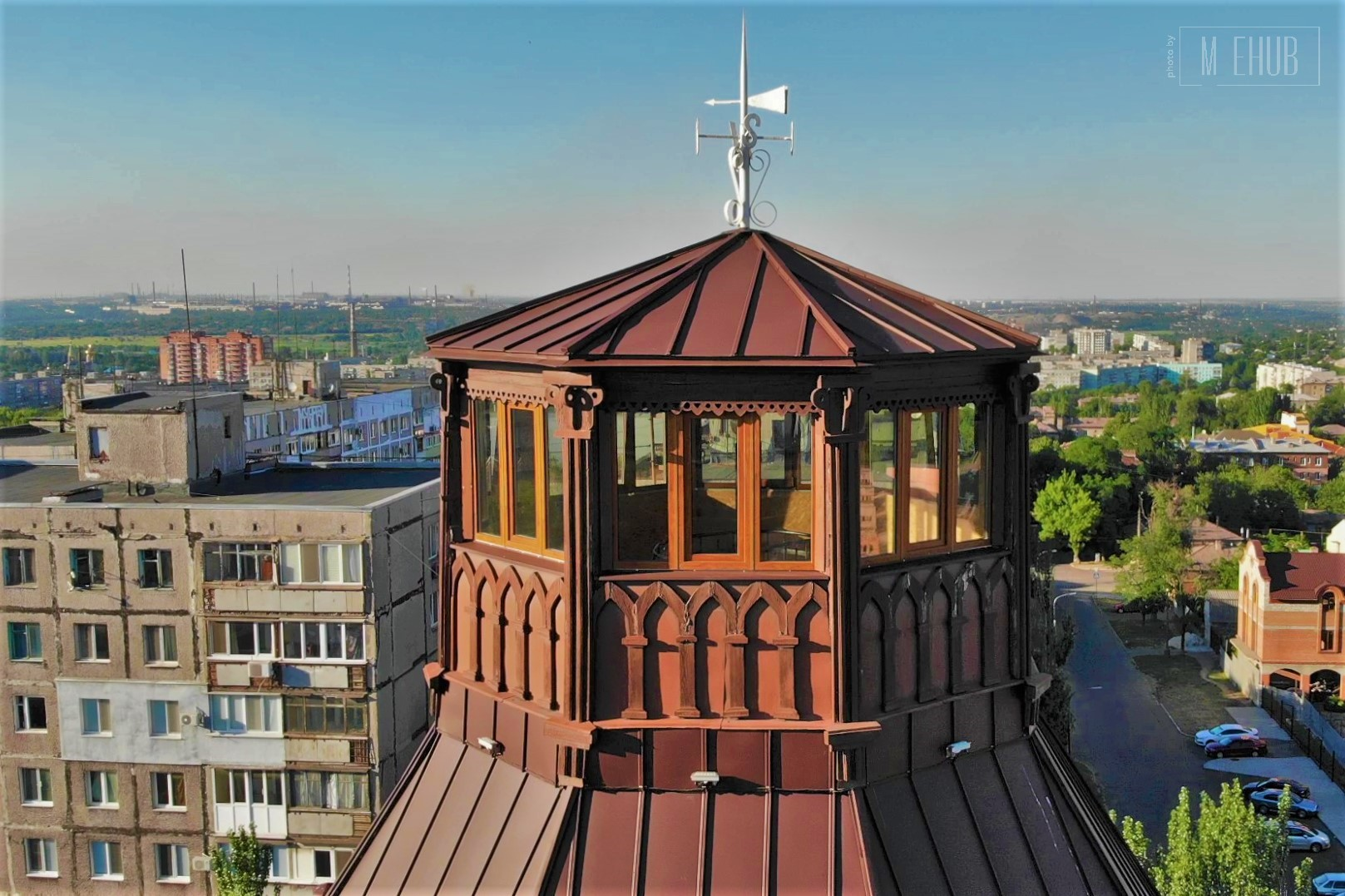
au sommet
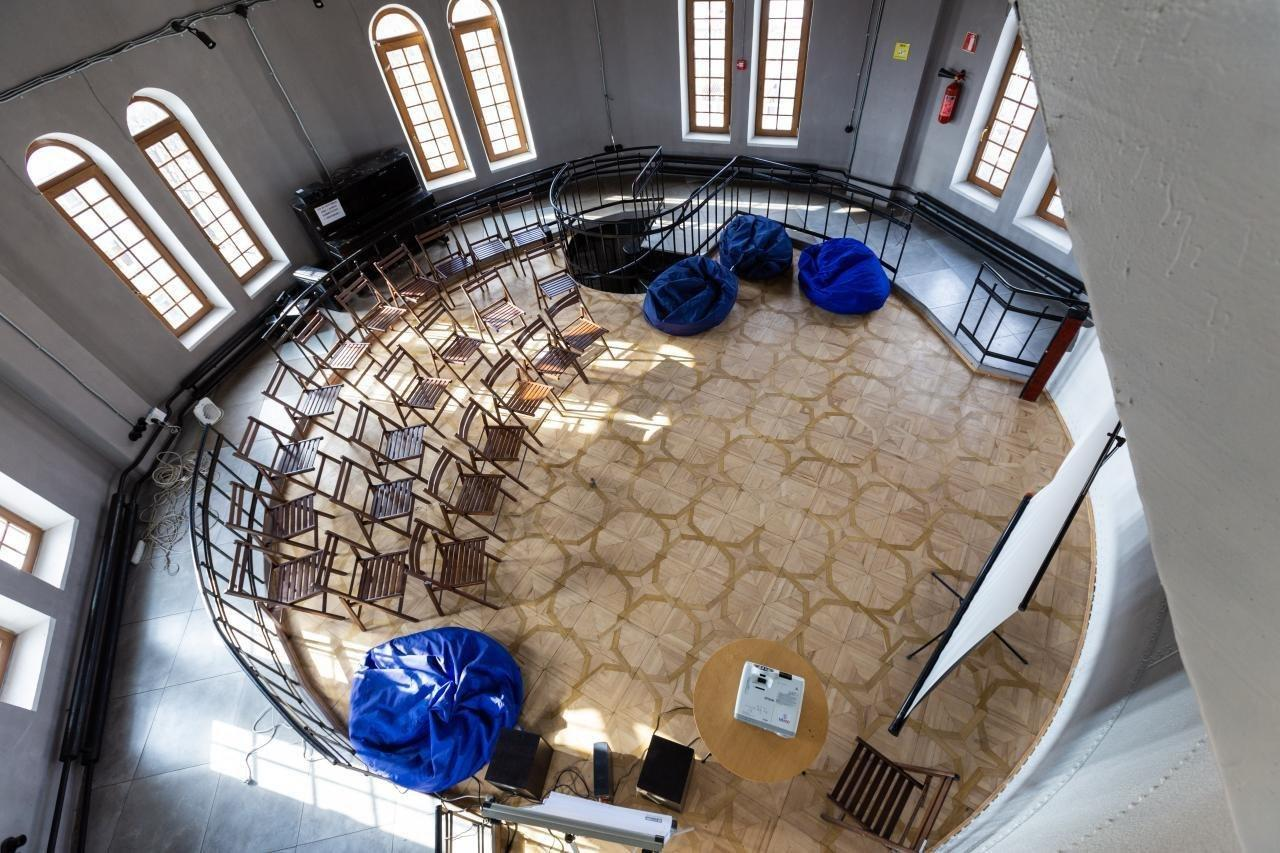
intérieur.